# Eduard Mörike

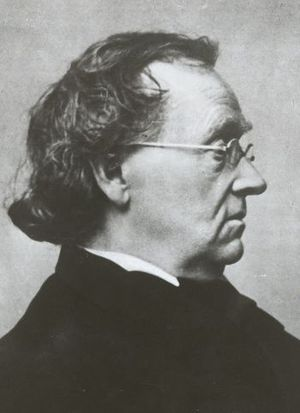
Eduard Mörike

Eduard Friedrich Mörike (* 8. September 1804 in Ludwigsburg, Kurfürstentum Württemberg; † 4. Juni 1875 in Stuttgart, Königreich Württemberg) war ein deutscher Lyriker der Schwäbischen Schule, Erzähler und Übersetzer. Er arbeitete als evangelischer Pastor, haderte aber bis zu seiner frühen Pensionierung stets mit diesem Brotberuf. Er lässt sich als literarischer Vertreter der Biedermeierzeit zuordnen.

## Leben

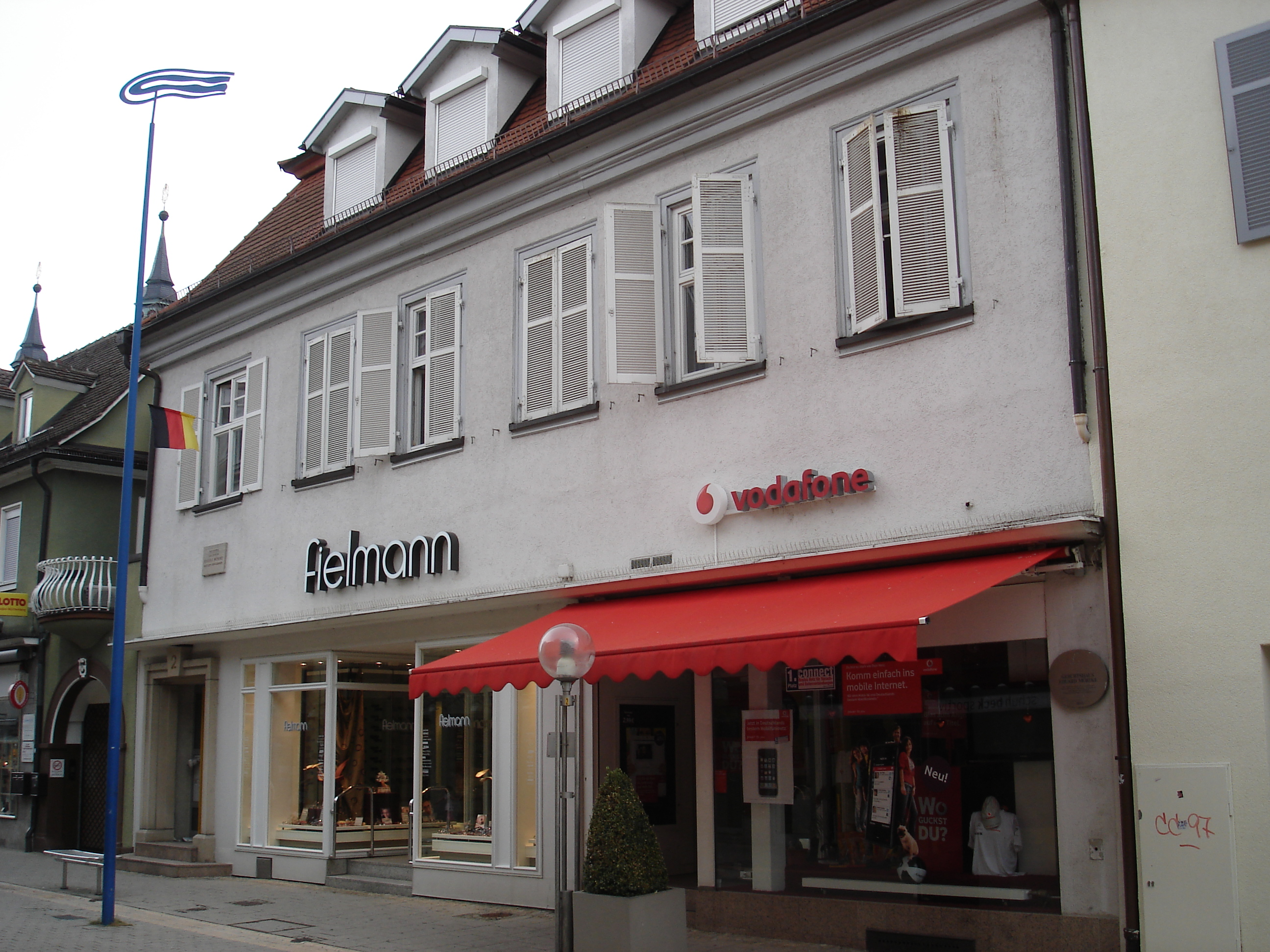
Mörikes Geburtshaus in Ludwigsburg

Mörike wurde als siebtes Kind des Medizinalrates Karl Friedrich Mörike (1763–1817) und der Pfarrerstochter Charlotte Dorothea  (geb. Bayer) geboren. Sein Vorfahr in vierter Generation war der Apotheker Bartholomäus Mörike (1669–1730) aus Havelberg.
Er hatte zwölf Geschwister. Ab 1811 besuchte er die Lateinschule in Ludwigsburg.

### Ausbildung in Urach und Tübingen

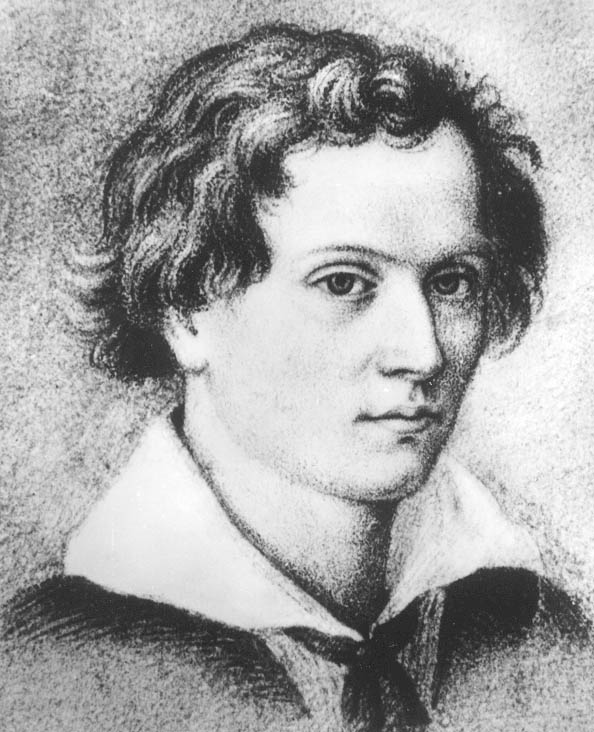
Mörike zwanzigjährig als Student in Tübingen, Bleistiftzeichnung von 1824

Nach dem Tod des Vaters 1817, der zwei Jahre zuvor einen Schlaganfall erlitten hatte, kam er als Halbwaise zu seinem Onkel, dem Obertribunalpräsidenten Eberhard Friedrich von Georgii, nach Stuttgart, der für seinen Neffen die geistliche Laufbahn vorgesehen hatte. Nach einem Jahr im Stuttgarter Gymnasium illustre besuchte Mörike daher ab 1818 das evangelische Seminar Urach, ein humanistisches Gymnasium im ehemaligen Uracher Chorherrenstift, und von 1822 bis 1826 das Tübinger Stift. Zwar waren seine schulischen Leistungen nur mäßig und das Landexamen (Aufnahmeprüfung) des Uracher Seminars bestand er nicht, wurde aber trotzdem aufgenommen. Die Beschäftigung mit den antiken Klassikern, die dort auf dem Lehrplan stand, war überaus prägend für den späteren Schriftsteller.
Viele lebenslange Freundschaften Mörikes gehen auf seine Seminarzeit zurück, was ihm diese Zeit im Rückblick verklärt hat, so im Gedicht von 1827 über einen zwei Jahre zurückliegenden Besuch in Urach. In Tübingen gehörten zu seinen Studienfreunden einerseits Wilhelm Waiblinger, der ihm auch Kontakt zum alten Friedrich Hölderlin verschaffte, andererseits Ludwig Bauer, mit dem zusammen er das Fantasieland Orplid ersann; das Gedicht Gesang Weylas (Du bist Orplid) ist 1831 wiederum im Rückblick entstanden. Der Dreierbund der Freunde war spannungsreich: Bauer, den Mörike einst vor einem Angriff des betrunkenen Waiblinger in Schutz genommen hatte, warnte Mörike vor dessen dämonischem Einfluss. Aber im Rückblick bezeichnete Mörike bei seiner Investitur als Pfarrer den inzwischen verstorbenen Waiblinger als „einen von Jesu Evangelium innigst durchdrungenen Diener“.
In den Osterferien 1823 begegnete Mörike in einem Ludwigsburger Gasthaus Maria Meyer (1802–1865), die dort als Bedienung angestellt war. Spätere biographische Berichte über die aus Schaffhausen stammende Frau im Gefolge der Sektengründerin Juliane von Krüdener enthalten offenbar viel Ausschmückung. Mörike verliebte sich stürmisch in sie, zum Entsetzen seiner älteren Schwester Luise, die die Gefahr beschwor, die „seinem edelsten Selbst in der engen Verbindung mit dem Unreinen droht“. Nachdem Mörike nähere Einsichten zu Maria bekommen hatte, beendete er bis auf einen zum Jahresende abgebrochenen (und vernichteten) Briefwechsel den Kontakt zu ihr und ging nicht auf das von ihr angestrebte Wiedersehen im Juli 1824 ein. Aus diesem einschneidenden Erlebnis entstand der Zyklus der Peregrina-Gedichte, von dem aus den Jahren 1824 bis 1867 zehn unterschiedliche Fassungen vorliegen.

### Stationen als Vikar

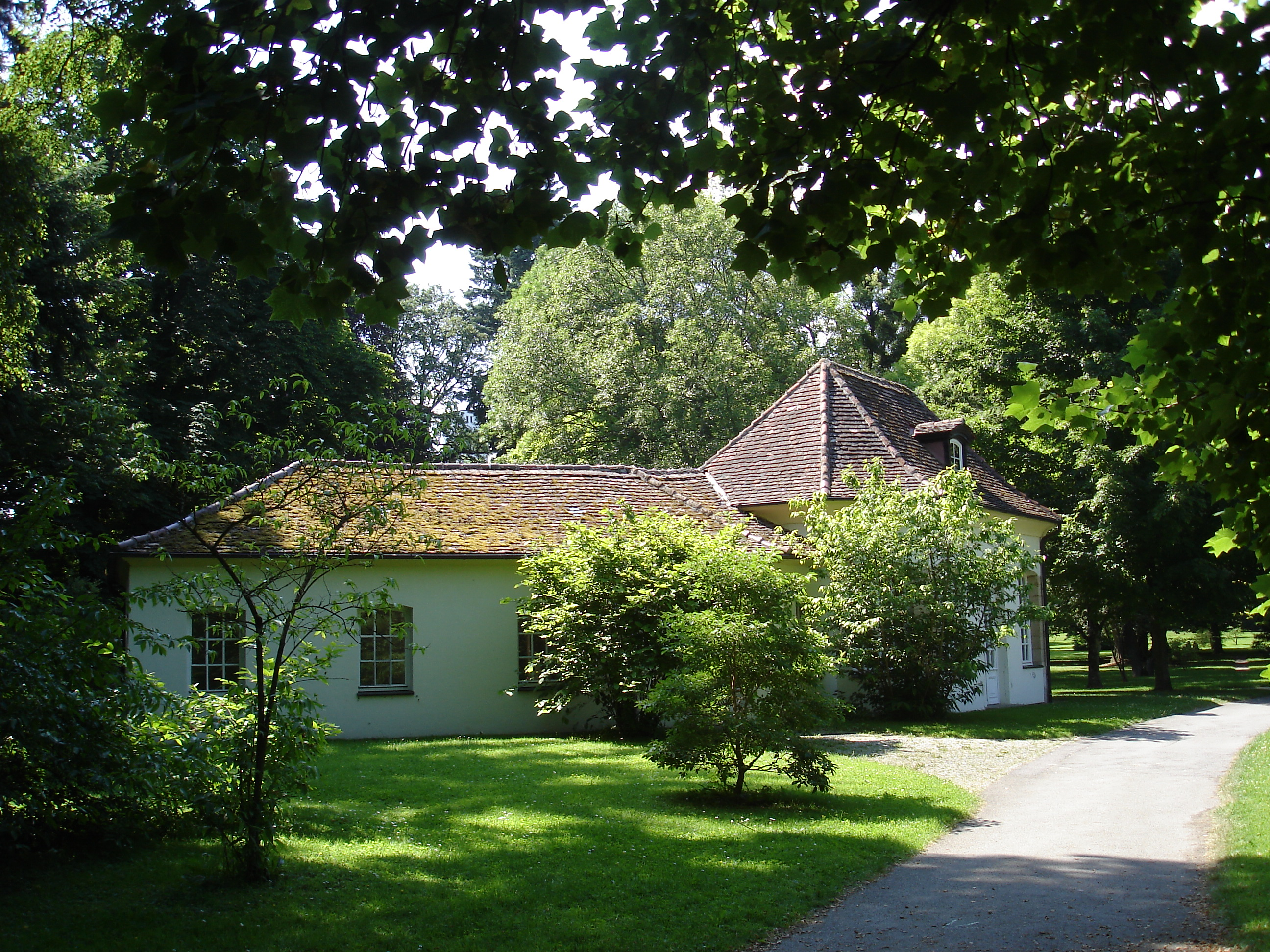
Das sogenannte „Wirtshaus zur Stadt Rom“ im Schlosspark Hohenheim, 1830 von Mörike gemietet. Hier vollendete er den Roman Maler Nolten.

Nach einem mittelmäßigen Examen und einer kirchlichen Prüfung vor dem württembergischen Konsistorium 1826, das ihm „ziemlich mangelhaftes, dennoch keineswegs zu verachtendes Wissen“ bescheinigte, durchlebte (und durchlitt) Mörike eine achtjährige „Vikariatsknechtschaft“ als Vikar und später Pfarrverweser: 1826 Oberboihingen; 1827 Möhringen, Köngen; 1829 Pflummern, Plattenhardt (dort als Pfarrverweser an der Antholianuskirche und Verlobung mit Luise Rau, der Tochter des verstorbenen Pfarrers, 1833 gelöst), Owen; 1831 Eltingen; 1832 Ochsenwang (im dortigen Mörikehaus werden Briefe, Zeichnungen und Pfarrberichte gezeigt); 1833 Weilheim an der Teck, erneut Owen, Ötlingen.
Sein Dienst war von Dezember 1827 bis Februar 1829 durch Urlaub unterbrochen, den er aus gesundheitlichen Gründen beantragt hatte, vielleicht ausgelöst durch den Tod seiner Schwester Luise. Dahinter steckten allerdings seine generellen Zweifel an einer kirchlichen Laufbahn:

„Du ahnest ohne Zweifel bereits den Grund jener unschmackhaften Stimmung. Das geistliche Leben ists. Ich bin nun überzeugt, es taugt nicht für mich … der Doktor [hat mir] einen Urlaub auf einige Zeit vom Consistorium ausgewirkt … Meine Gesundheit kann diß sehr wohl brauchen, aber hauptsächlich will ich die Zeit dazu benutzen mir durch irgend eine Arbeit das Zutrauen des Cotta zu erwerben um indessen durch Geschäft bei ihm einen Ausweg und von da vielleicht e. Anstellung bey einer Bibliothek zu finden.“

Mörike hätte sich also lieber der Schriftstellerei gewidmet, wagte es aber, anders als seinerzeit Hölderlin, nicht, sich als freier Schriftsteller durchzuschlagen: Einen Vertrag mit dem Verleger Friedrich Gottlob Franckh, der ihn 1828 für ein jährliches Honorar von 600 Gulden zu regelmäßigen „erzählenden und anderen ästhetischen Aufsätze[n]“ in dessen „Damen-Zeitung“ verpflichtete, löste Mörike nach wenigen Monaten wieder.

### Pfarramt in Cleversulzbach

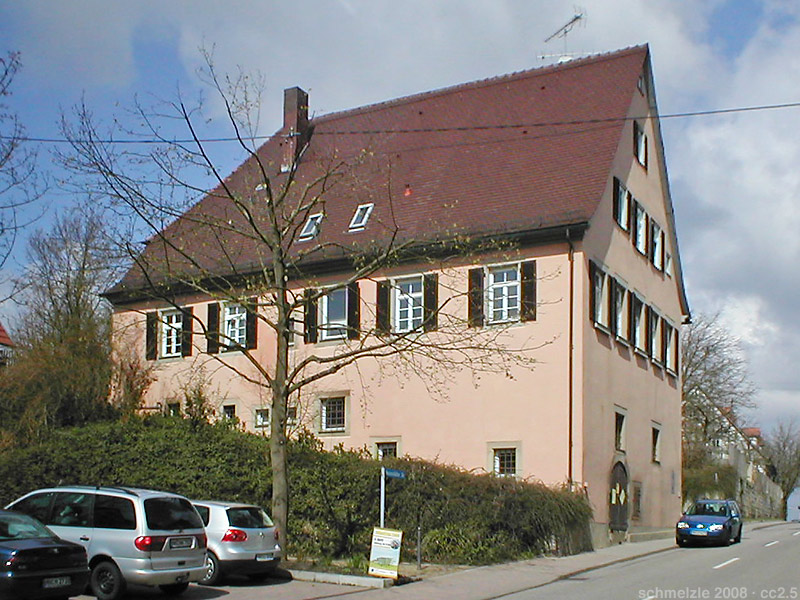
Pfarrhaus in Cleversulzbach

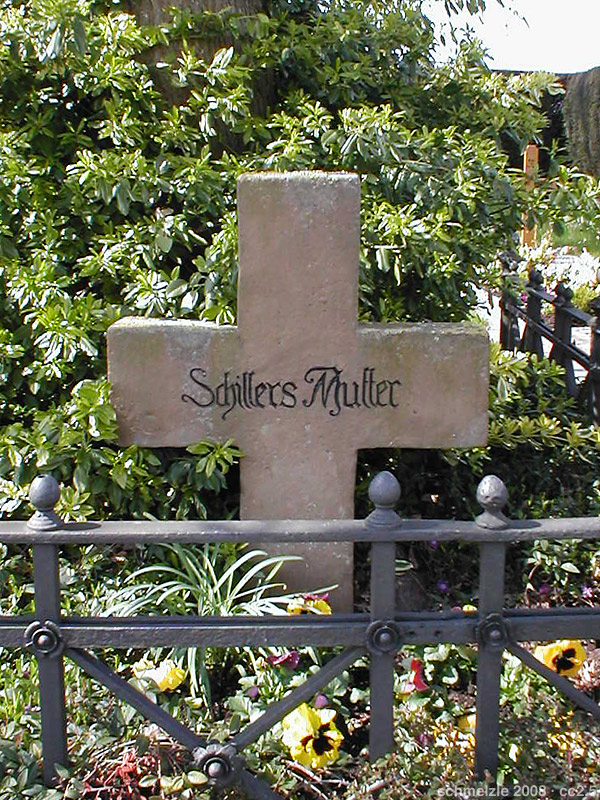
Von Mörike aufgestelltes Steinkreuz mit der von ihm eigenhändig eingeritzten Inschrift Schillers Mutter auf ihrem Grab in Cleversulzbach

1834 wurde Mörike schließlich Pfarrer in Cleversulzbach, wo seine Mutter und seine jüngste Schwester Klara mit ihm im Pfarrhaus wohnten. Seine Predigten, die auf das Verständnis seiner Gemeinde zugeschnitten waren, ließen nicht erkennen, wie sehr Mörike mit der zeitgenössischen Theologie haderte. Nur in der Privatheit eines Briefes vom Dezember 1837 diagnostizierte Mörike gegenüber Friedrich Theodor Vischer einen nun „landkundig werdenden theologischen Bankerott“, womit er auf den Streit um David Friedrich Strauß’ Buch Leben Jesu anspielte, dessen historische Kritik an den Evangelienberichten von konservativen Kreisen (zum Beispiel am Tübinger Stift) verurteilt wurde. Mörike nahm Strauß’ Buch unaufgeregt zur Kenntnis, weil für ihn Glaube nicht aus dem Fürwahrhalten der Evangelienberichte bestand, sondern aus den Empfindungen, die dem Poeten Mörike eingegeben wurden, wenn er sein Leben deutete.
Dabei konnte er christliche Lehren in einer rational anmutenden Weise erklären, die freilich nicht zu unserem heutigen rationalen Erkenntnisstand passt. Ein Beispiel sind seine Aussagen über die „jenseitige Fortdauer“, wenn er Angehörige Verstorbener tröstete: „Für mich ist dieses eine ausgemachte natürliche Sache“, dass die Abgeschiedenen „auf dem Schauplatz einer neuen Natur“ leben, also eine Sache ohne göttliches Zutun, keine Glaubenssache, aber auch kein bloßes Räsonnement. Als es im Pfarrhaus von Cleversulzbach zu spukhaften Licht- und Geräuscherscheinungen kam, protokollierte Mörike die Ereignisse nüchtern und machte daraus keine spekulative Weltanschauung; allerdings entzogen sich die Phänomene einer rationalen Erklärung, was für Mörike ebenfalls gewiss war. Seine Aufzeichnungen über den Spuk wurden später von Justinus Kerner veröffentlicht (in: Magikon, 1842).
1838 erschien die erste Gedichtsammlung, 1839 ein Sammelband erzählender und dramatischer Dichtungen. Im September 1840 unternahm er mit seinem Bruder Louis seine erste große Reise an den Bodensee und in die Schweiz.
Als Mörikes Mutter 1841 starb, beerdigte er sie auf dem Cleversulzbacher Friedhof neben der Mutter Friedrich Schillers, deren fast vergessenes Grab er schon zu Beginn seines Pfarramtes dort entdeckt und mit einem schlichten Kreuz gekennzeichnet hatte (Gedicht Auf das Grab von Schillers Mutter, 1835).
Eine literarische Verarbeitung seiner Zeit in Cleversulzbach schuf Mörike mit seinem Gedicht Der alte Turmhahn.

### Zeitweiliger Ruhestand
Nachdem Mörike sich aus gesundheitlichen Gründen beim Pfarrdienst mehrfach durch einen Vikar hatte unterstützen lassen, beantragte er 1843 im Alter von 39 Jahren die Versetzung in den Ruhestand. Gnadenhalber wurde ihm eine Pension von jährlich 280 Gulden gewährt (sein Pfarrergehalt hatte anfangs 600 Gulden betragen).
Mörike ließ sich 1844 nach einem kurzen Aufenthalt in Schwäbisch Hall zusammen mit seiner Schwester in Bad Mergentheim nieder. Seine Pension und gelegentliche Honorare reichten nicht zur Tilgung der Schulden, in die er durch Bürgschaften für seine Brüder Louis und Karl geraten war. Der Scheerer Amtmann Karl Mörike, der 1848 in Regensburg bei seinem Bruder Louis starb, hatte wegen aufrührerischer Umtriebe ein Jahr Festungshaft in der Festung Hohenasperg verbüßt, und Eduard hatte in dem Verfahren als Zeuge aussagen müssen.

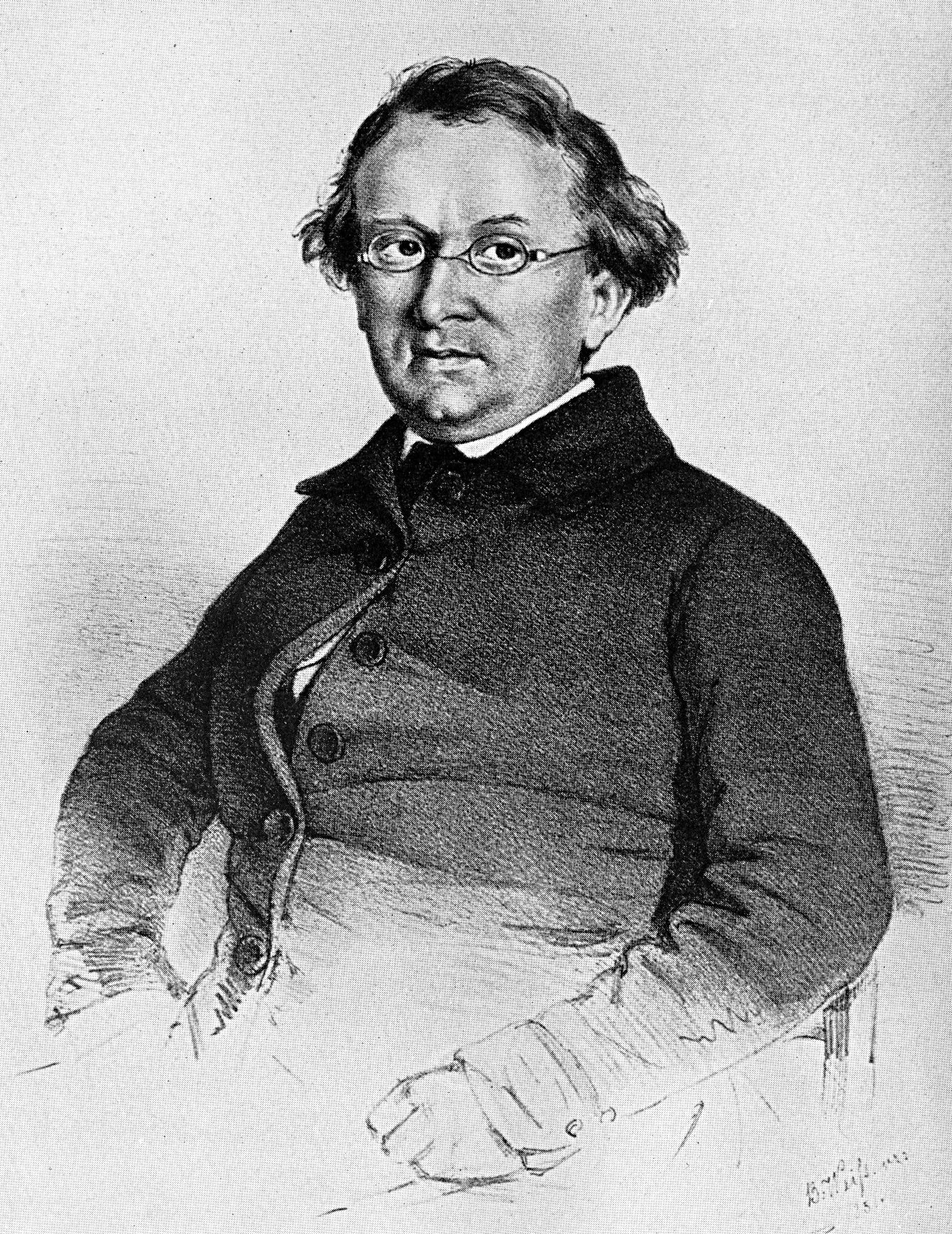
Eduard Mörike, Lithografie von Bonaventura Weiß, 1851

Ablenkung verschaffte sich Eduard zum Beispiel bei Wanderungen, bei denen er nach Versteinerungen suchte. So kam es, dass er wie ein Paläontologe über die Schwäbische Alb zog und alle Versteinerungen einsammelte. Zu Hause verglich er sie mit anderen Funden oder las Fachliteratur. In Schwäbisch Hall entstand die Arbeit Studien eines angehenden Petrefaktensammlers (1844/45). Die Beschäftigung beschrieb er in dem Gedicht Der Petrefaktensammler (1847 veröffentlicht). Die Fossiliensammlung erhielt später Carl Beck.
Überhaupt war Mörike ein begeisterter Sammler alltäglicher Gegenstände. Bei seinen häufigen Umzügen war das Sammelgut einerseits lästig, andererseits waren es gute und schöne Geschenke für Freunde und Verwandte.
Im April 1845 mietete Eduard für sich und seine Schwester Klara günstig eine Wohnung in Mergentheim im Haus des katholischen Oberstleutnants von Speeth, der noch im gleichen Jahr starb. Die Hausgemeinschaft förderte die Annäherung an die hinterbliebene Tochter des Vermieters, Margarethe von Speeth, woraus schließlich eine feste Beziehung wurde. Trotz konfessionell begründeter Einwände seines ältesten Freundes Wilhelm Hartlaub (Pfarrer im nahen Wermutshausen) und des Bruders von Margarethe hielt Eduard weiterhin an der Verbindung fest, und es kam zur Verlobung. Dabei war zunächst aus finanziellen Gründen nicht an eine Heirat gedacht, zu der es erst 1851 in der Mergentheimer Schlosskirche kam. Seine Schwester Klara blieb weiterhin bei ihm wohnen, jedoch war der Konfessionsunterschied nun der Grund dafür, dass sich Mörikes Freund Hartlaub von ihm distanzierte. Auch das Verhältnis zwischen Klara und Margarethe sollte sich später trüben. Das Ehepaar zog 1851 nach Stuttgart und bekam zwei Töchter, Franziska, genannt Fanny (1855–1930), und Marie (1857–1876).

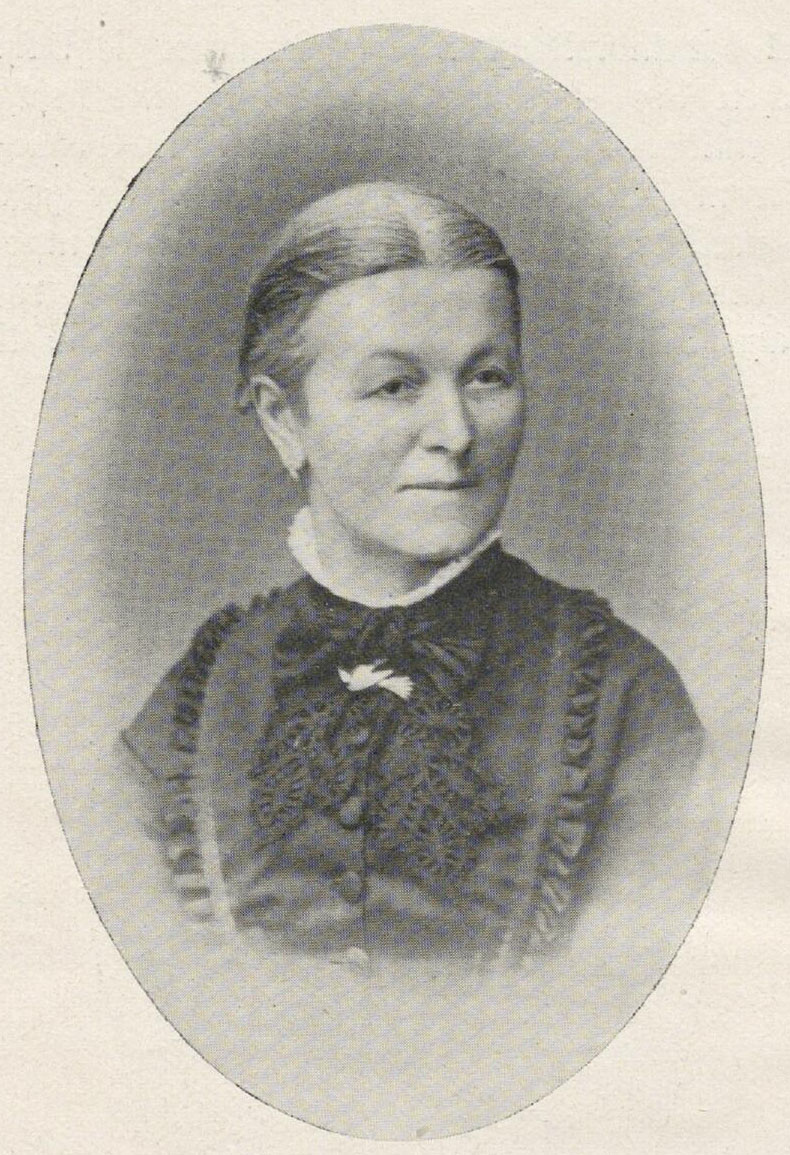
Ehefrau Margarete Mörike, geb. Speeth (1818–1903)
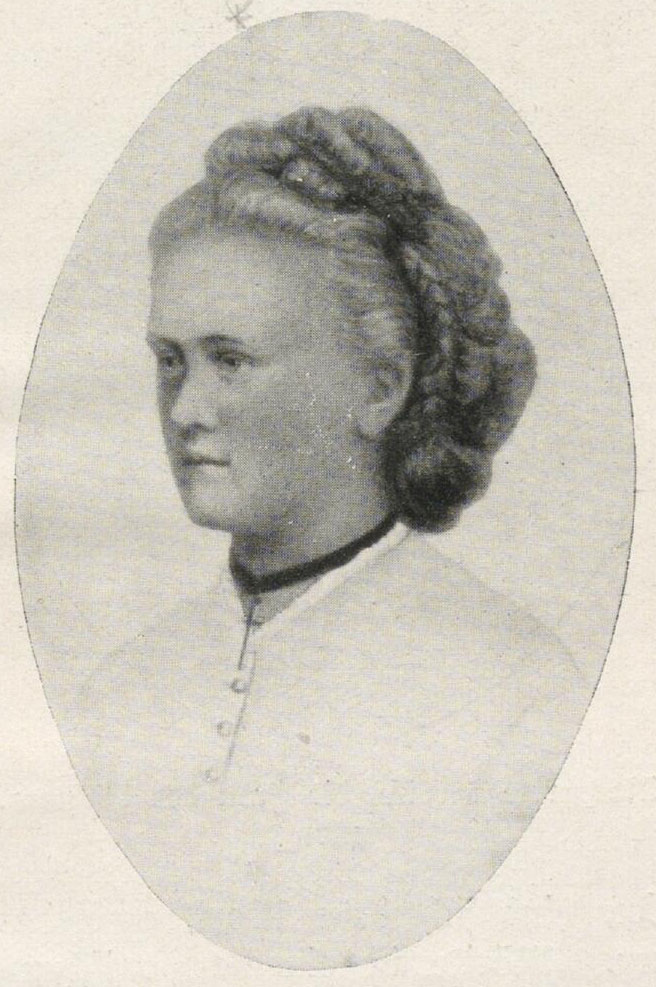
Tochter Franziska („Fanny“) Mörike (1855–1930)
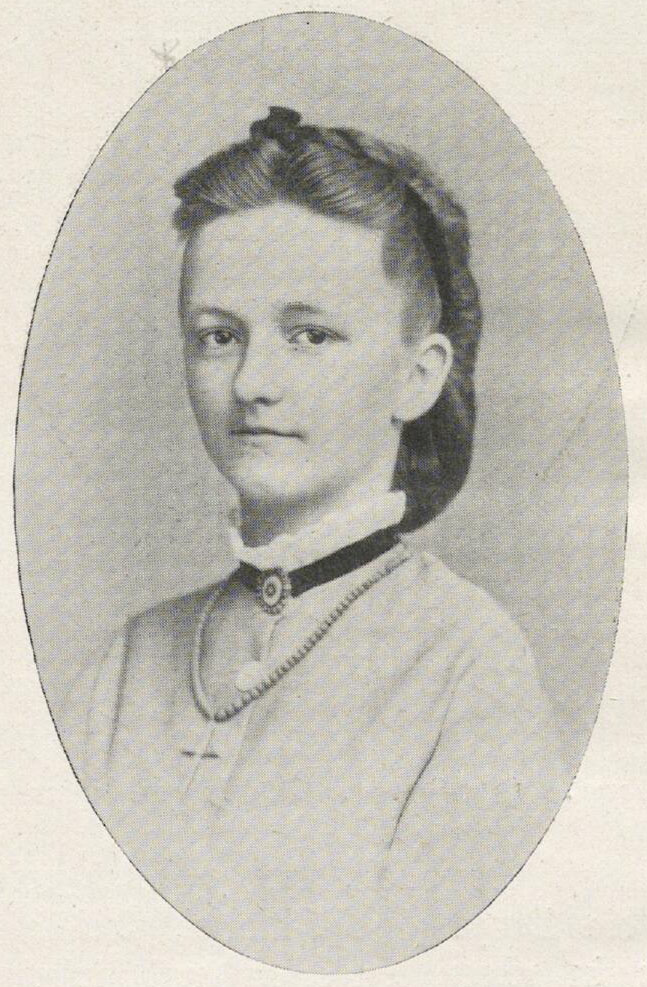
Tochter Marie Mörike (1857–1876)

### Reise nach und Aufenthalt in Regensburg
Biographisch zwischen Eduard Mörikes Verlobung mit Margarethe von Speeth und der späteren Heirat in Mergentheim mit den dann folgenden Jahren als Ehemann in Stuttgart erfolgte eine mehrmonatige Reise Mörikes mit seiner Verlobten und seiner Schwester Klara vom 4. September bis Ende Dezember 1850 nach Regensburg. Dort war sein Bruder Louis am Jahresbeginn 1848 als Verwalter des Thurn und Taxis’schen Pürkelgutes endlich am Ziel seiner bisher vergeblich verfolgten Berufswünsche angelangt, so dass er seinem Bruder Eduard eine geschuldete Darlehenssumme zurückzahlen konnte. Auch hatte der in Regensburg bei seinem Bruder Louis 1848 verstorbene Bruder Karl Briefe und Testament hinterlassen, so dass es diese brüderlichen Angelegenheiten waren, die für Eduard die Reise nötig machten. Die Reise erfolgte ohne Unterbrechung per Kutsche über Crailsheim und Dinkelsbühl nach Nördlingen, dann per Bahn nach Donauwörth und weiter per Dampfschiff auf der Donau nach Regensburg, wo man am zweiten Tag der Reise abends ankam.
In Regensburg wurde ein umfangreiches Besichtigungsprogramm von Stadt und Umgebung absolviert, das in Aufzeichnungen der Verlobten Margarethe von Speeth dokumentiert ist. Festgehalten ist neben dem Besuch der Rehbachischen Bleistiftfabrik am Ägidienplatz und den ausführlichen Besichtigungen des bereits von der barocken Ausstattung befreiten Regensburger Doms von innen und außen auch der Besuch eines protestantischen Gottesdienstes in der Dreieinigkeitskirche am 15. September.
Auch in Abwesenheit seiner katholischen Verlobten war der Dom noch mehrmals das Ziel für Eduard und seine Schwester. Der Dom war für ihn nicht nur ein beeindruckendes Baudenkmal, sondern auch ein Prüfstein für seine schwierige, umstrittene Entscheidung für eine konfessionelle Mischehe. In Briefen an seine Verlobte nutzt er Berichte über seine Dombesuche, um in die katholische Welt seiner Verlobten einzutauchen. Für Ende Oktober 1850, also noch vor dem 1859 beginnenden Ausbau der Domtürme, berichtete seine Schwester über einen Besuch der Familie im Dom, der auch eine Besteigung mit den Kindern einschloss. Damals war es nämlich möglich, das Gebäude über den Eselsturm „Schneckenthurmartig aufwärts“ zu besteigen, wobei man „in schwarzer Nacht“ statt über Stufen „in tiefem Stande“ gehen musste und dann „Kirchböden und allerhand sonderbares Gewinkel mit Treppen auf und ab“ zu schreiten hatte, bis man „endlich die oberste Galerie“ erreichte, auf der man den mächtigen Bau umgehen konnte und dabei „in der Pracht eines ganzen Waldes von zierlichen Steingezweigen steckte“.
In Regensburg besuchte Eduard Mörike auch eine Don-Giovanni-Aufführung und wurde Augenzeuge eines gefährlichen Hausbrandes. Beides schlug sich in seinen Werken Der Feuerreiter und Mozart auf der Reise nach Prag nieder.

### Lehrer für Literatur in Stuttgart
In Stuttgart unterrichtete Mörike ab 1856 zehn Jahre lang Literatur am Königin-Katharina-Stift. Neben seiner Ernennung zum Professor am Katharinenstift wurden ihm in dieser Zeit weitere Ehrungen zuteil: 1852 der Ehrendoktortitel der Universität Tübingen, 1862 der Bayerische Maximiliansorden und 1864 das Ritterkreuz des württembergischen Friedrichs-Ordens. Er hatte Kontakt zu anderen Schriftstellern, so besuchten ihn Theodor Storm (der sich über Mörikes Gewohnheit des Tischgebets wunderte), Friedrich Hebbel und Iwan Sergejewitsch Turgenew. Eine tiefere Freundschaft verband ihn ab 1864 mit dem Maler Moritz von Schwind.

### Die letzten Jahre
1866 wurde Mörike pensioniert. In der Zeit von 1867 bis 1873 wechselte der Dichter mehrmals Orte und Wohnungen. 1867 zog er nach Lorch, 1869 wieder nach Stuttgart, 1870 nach Nürtingen, 1871 nochmals nach Stuttgart. Spannungen zwischen seiner Schwester Klara und seiner Frau Margarethe übertrugen sich auch auf das Ehepaar. Anlässlich der Verlobung der 18-jährigen Tochter Fanny kam es 1873 zum Streit, nach dem Margarethe vorübergehend auszog. Mörike entschied sich zur Trennung von seiner Frau und zog mit Klara und der Tochter Marie für kurze Zeit nach Fellbach, bevor er nach Stuttgart zurückkehrte. In dieser Zeit betrug sein jährliches Einkommen immerhin 1955 Gulden.
1875 wurde Mörike bettlägerig. Nachdem er lange Jahre schon an Rheuma und einer Herzerkrankung litt, starb er schließlich an einer Lungenentzündung. Kurz vor seinem Tod söhnte er sich am Krankenbett mit seiner Frau aus. Mörike wurde auf dem Stuttgarter Pragfriedhof beerdigt, zwei Jahre nach dessen Eröffnung. Vischer hielt die Grabrede.
Seine Schwester Klara, die nach Mörikes Tod unversorgt war, kam in das Mörickestift nach Neuenstadt am Kocher, das auf einen Vetter des Dichters zurückgeht. Dort verlebte später auch die Tochter Fanny, die 1930 verstarb, ihre letzten Jahre. Eduard Mörikes Tochter Marie starb bereits ein Jahr nach seinem Tod.

## Werke

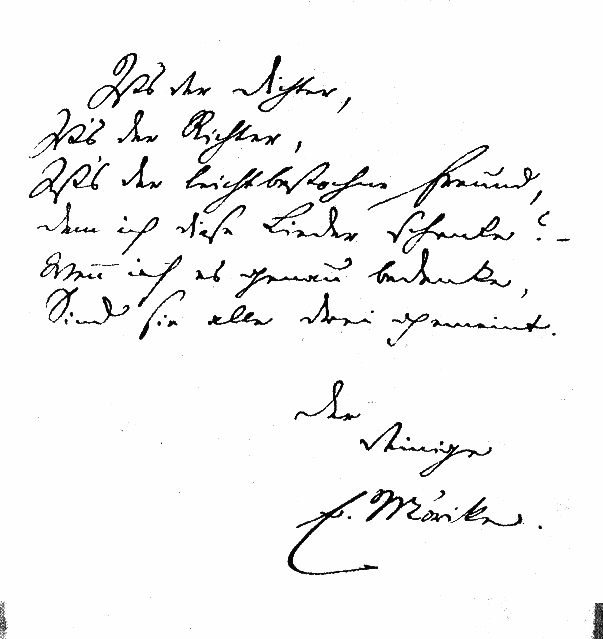
Widmungsgedicht (1838):
Ist’s der Dichter,
Ist’s der Richter,
Ist’s der leichtbestochne Freund,
dem ich diese Lieder schenke? –
Wenn ich es genau bedenke,
Sind sie alle drei gemeint.
Der Deinige E. Mörike

Mörike wurde zu Lebzeiten als bedeutendster deutscher Lyriker nach Goethe bezeichnet. Trotz der späten Ehrungen erkannten aber nur wenige seiner Zeitgenossen seine literarische Bedeutung. Jacob Burckhardt gehörte zu ihnen oder Theodor Storm und Iwan Sergejewitsch Turgenew. Mörike galt lange Zeit als ein typischer Vertreter des Biedermeier, der die vertraute und enge Heimat besingt. Georg Lukács tat ihn als einen der „niedlichen Zwerge“ unter den Dichtern des 19. Jahrhunderts ab. Heute erkennt man das Abgründige in Mörikes Werk und die Modernität seiner radikalen Weltflucht.

### Gedichte
Die Gedichte (1838) wurden 1848 und 1864 erweitert. Aus der Phase während des Vikariats, in der er versuchte, als freier Schriftsteller zu arbeiten, stammen unter anderem Die traurige Krönung (1828), Septembermorgen, Er ist’s (1829) und Gesang Weylas (1831).
Die Gedichte wurden von zahlreichen Komponisten vertont, unter anderem von Ernst Friedrich Kauffmann (1803–1856), einem Freund Mörikes aus Schul- und Studienzeiten, über dessen Vertonungen Mörike brieflich wiederholt seine Zufriedenheit äußerte, von dessen Sohn Emil Kauffmann sowie von Hugo Wolf, Othmar Schoeck, Hugo Distler und Peter Schindler. Mörike widmete seinen Freunden, den Liedkomponisten Louis Hetsch und Ernst Friedrich Kauffmann, die Erstausgabe seines Buches Mozart auf der Reise nach Prag.
Die Noten der Kompositionen von Ernst Friedrich Kauffmann, Emil Kauffmann und Hugo Wolf (Drucke, Original-Handschriften und Abschriften) werden heute als Teil der Sammlung Dr. Fritz Kauffmann im Deutschen Literaturarchiv Marbach verwahrt.
Postume Ausgaben
Eine Gedichtauswahl mit 19 Zeichnungen Mörikes erschien 2004 unter dem Titel Meine alte Katze tanzt wahrscheinlich mit im Reclam Verlag.

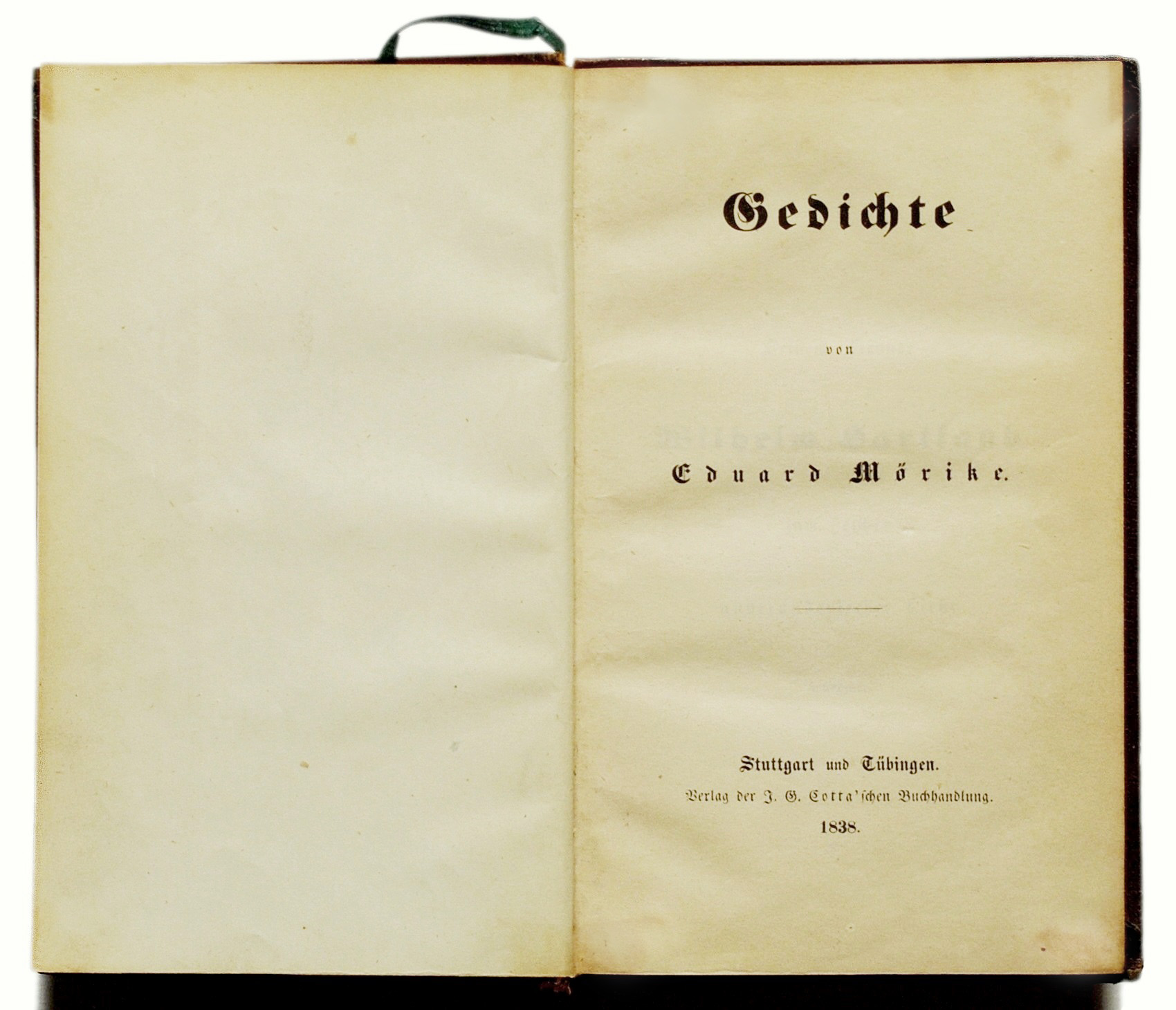
Titelblatt der Erstausgabe von Mörikes Gedichten (1838)
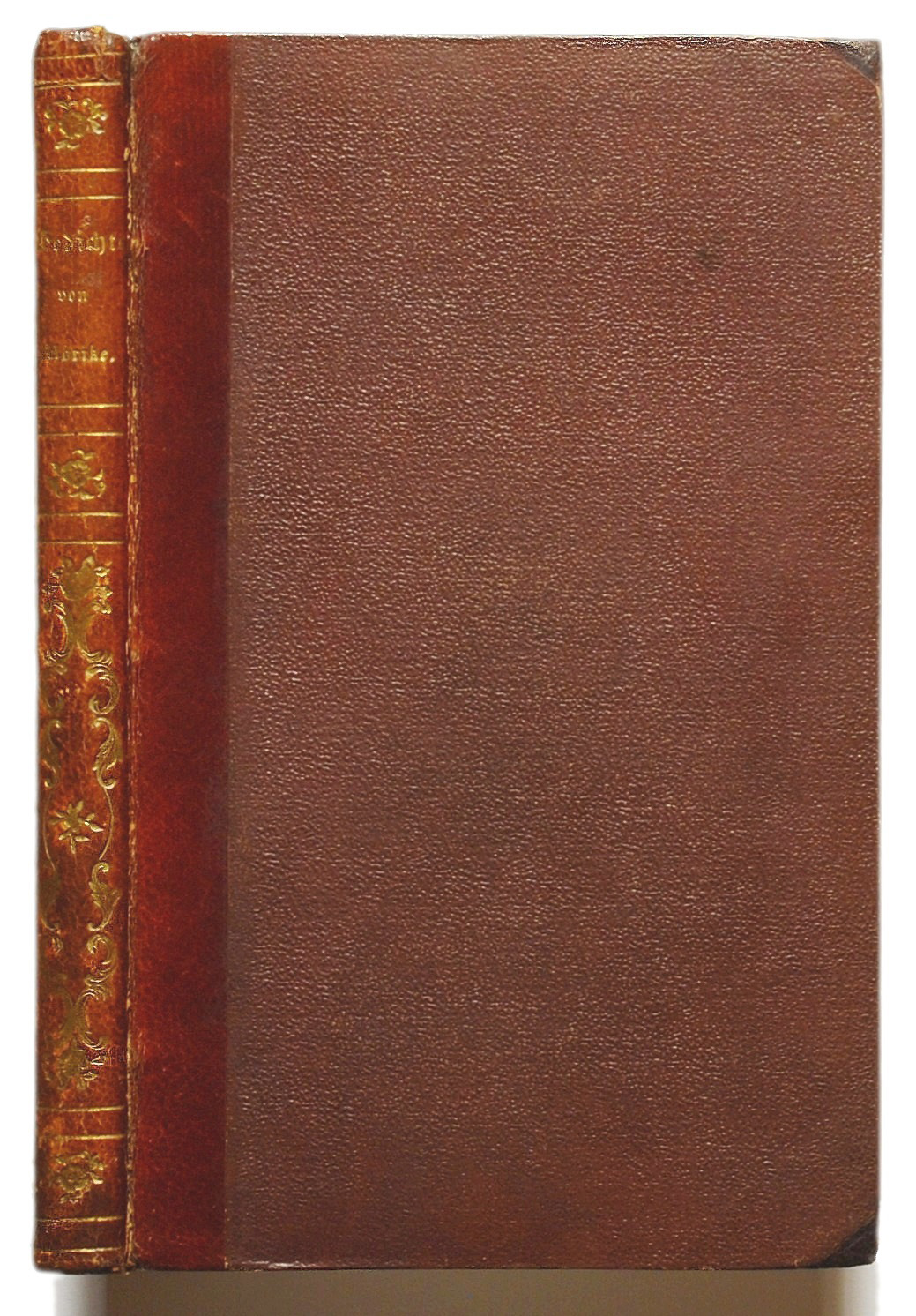
Zeitgenössischer Einband der Gedichte von 1838 mit „Romantik-Buchschmuck“ des Rückens
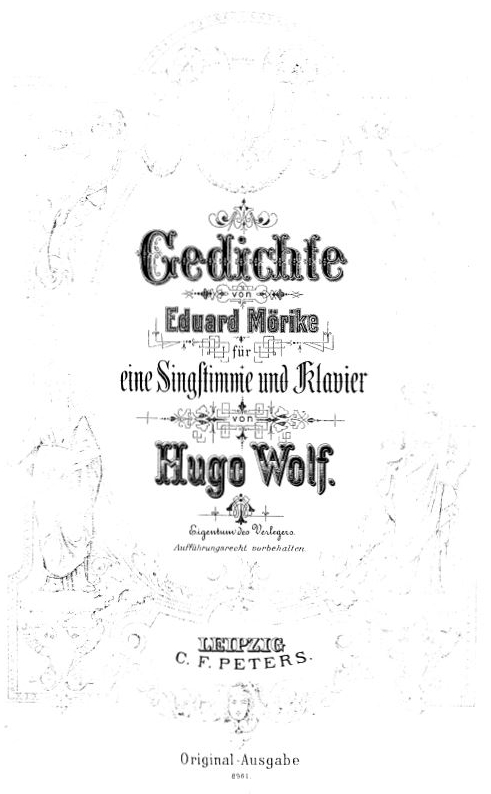
Mörike-Lieder von Hugo Wolf, Originalausgabe aus der Sammlung Fritz Kauffmann

### Maler Nolten
Die Handlung des Romans Maler Nolten (1832) ist von Intrigen bestimmt. Mörike verarbeitet darin seine eigenen Verstrickungen, zum Beispiel seine Begegnung mit Maria Meyer (1802–1865) (Peregrina) in der Figur der Elisabeth. Enthalten ist das Puppenspiel Der letzte König von Orplid. Von 1853 bis zu seinem Tod arbeitete Mörike an einer zweiten Fassung, die mehr dem Realismus als der Romantik zuzuschreiben ist und als fast beendetes Fragment postum 1877 erschien. Maler Nolten gilt mit seiner Handlung als einer der düstersten deutschen Romane. Seine kapitellose, komplizierte Struktur erschwert die Interpretation.

### Lucie Gelmeroth
Die Novelle Lucie Gelmeroth (1839) ist inhaltlich identisch mit der 1833 im Urania-Taschenbuch abgedruckten „Skizze“ Miß Jenny Harrower. Diese war von Mörike als Einschub in seinen zweiten Roman geplant. Wegen privater Schwierigkeiten (Trennung von Luise Rau, Verhaftung des Bruders Karl) stellte er aber den Roman nicht fertig, sondern lieferte nur diesen Einschub beim Verleger ab. Für die Zweitfassung änderte der Autor die Namen und verlegte die Handlung von England nach Deutschland. Im Rückblick erzählt ein namentlich nicht genannter Gelehrter seine Begegnung mit seiner Kinderfreundin, die sich des Mordes bezichtigt und die er nach Erweis ihrer Unschuld heiratet. In den Reflexionen des Protagonisten über seine ambivalenten Gefühle dem Mädchen gegenüber könnten Anklänge an Mörikes Liebesbeziehung zu Maria Meyer zu finden sein.

### Weitere Werke
- Der Schatz (1836).
- Der Bauer und sein Sohn (Märchen, 1839)
- Märchen vom sichern Mann Märchen (in Hexameter-Gedichtform, 1838)
- Die Regenbrüder (Oper, von Ignaz Lachner komponiert, 1839)
- Idylle vom Bodensee oder Fischer Martin (Sieben Gesänge, 1846). Das Hexameter-Gedicht entstand in der Mergentheimer Zeit und machte Mörike über seine Heimat hinaus bekannt.[51] Bei den Zeitgenossen, allen voran Jacob Grimm und Ludwig Uhland, fand es eine positive Aufnahme. Das Werk traf offensichtlich ein Grundgefühl der Epoche, die Flucht in eine harmonische Welt.[52]
- Das Stuttgarter Hutzelmännlein (1853), darin: Die Historie von der schönen Lau[53] (die auch in einem Tatort-Krimi thematisiert wurde)[54]
- Die Hand der Jezerte (Märchen, 1853)
- Mozart auf der Reise nach Prag (Novelle, Erstveröffentlichung Juli und August 1855 im Morgenblatt für gebildete Stände Nr. 30–33, selbständig als Buch dann 1856).[55] „Die berühmteste Künstlernovelle des 19. Jahrhunderts“.[56]

Nach 1856 entstanden keine großen Prosawerke mehr, und bis zu seinem Tode verfasste Mörike, abgesehen von wenigen Widmungs- und Gelegenheitsgedichten, kaum mehr Verse.

### Übersetzungen
Mörike war ein exzellenter Kenner der griechischen und römischen Poesie und veröffentlichte mehrere Übersetzungen. Er übersetzte unter anderem Kallinos, Tyrtaios, Theognis und einige Homerische Hymnen. Erstausgaben der Übersetzungen Mörikes:
- Classische Blumenlese (Stuttgart 1840)
- Theokrit, Bion und Moschos (Stuttgart 1855, gemeinsam mit Friedrich Notter)
- Anakreon und die sogenannten Anakreontischen Lieder (Stuttgart 1864), wiederum – wie in der Classischen Blumenlese – als Bearbeitung bereits vorliegender Übersetzungen

## Werkausgaben
- Griechische Lyrik. Fischer Taschenbuch, Frankfurt am Main 1960.
- Werke und Briefe. Historisch-kritische Gesamtausgabe in 28 Bänden. Klett-Cotta, Stuttgart 1967ff.
- Werke in einem Band. Ausgewählt und eingeleitet von W. Rücker. Aufbau-Verlag, Berlin und Weimar, 1986 (5. Aufl.). XXVII, 397 S.
- Werke in einem Band. Hrsg. v. Herbert G. Göpfert. Hanser, München 1993 (dtv 1995).
- Sämtliche Werke in zwei Bänden. Winkler Weltliteratur. Artemis & Winkler, Zürich, Band 1: 5. Auflage, 1997; Band 2: 3. Auflage, 1996.
- Du bist Orplid, mein Land! Das ferne leuchtet. Gedichte, Prosa, Briefe. Hrsg. und Nachwort Bernhard Zeller. Insel, Frankfurt & Leipzig 2004, ISBN 3-458-17224-6.
- Eine phantastische Sudelei. Ausgewählte Zeichnungen. Hrsg. Alexander Reck. Betulius, Stuttgart 2004, ISBN 3-89511-086-8.
- Gedichte und Erzählungen, ausgewählt von Werner Zemp, mit einem Nachwort von Helmut Koopmann, Manesse Verlag, Zürich 2004, ISBN 3-7175-1294-3

## Andenken
- Zu Mörikes fünftem Todestag wurde in Stuttgart nach dem Entwurf des Architekten Recke ein Denkmal aufgestellt. Es befindet sich in der Silberburganlage (auch Mörike-Anlage genannt) am südlichen Ende der Silberburgstraße gegenüber Silberburgstraße 193. Das antikisierende Relief auf dem marmornen Sockel zeigt Euterpe, die Muse der Dichtkunst, die mit einer Hand Blumen streut und in der anderen die Kithara hält. Es wird von einer Büste Mörikes bekrönt, die von dem Bildhauer Wilhelm Rösch geschaffen wurde (Entstehungsjahr 1879–1880).
- Die Stadt Fellbach ehrt den Dichter mit der regelmäßigen Verleihung ihres Mörike-Preises.
- Nach Mörike sind etliche Schulen benannt, unter anderem das Mörike-Gymnasium in Ludwigsburg, das Mörike-Gymnasium in Esslingen am Neckar, das Mörike-Gymnasium Göppingen, die Mörikeschule in Tübingen, die Grundschulen Mörikeschule in Leonberg, Mörikeschule in Nürtingen und Eduard-Mörike-Schule in Ötlingen sowie die Mörikeschule in Köngen, die Mörikeschule in Reutlingen-Sondelfingen[57], das Evangelische Mörike-Gymnasium Stuttgart, die Mörike-Realschule in Heilbronn-Sontheim und das Eduard-Mörike-Gymnasium in Neuenstadt am Kocher. Außerhalb Baden-Württembergs gibt es die Mörike-Grundschule in Dortmund-Somborn.
- Am 25. Oktober 1981 wurde in Ochsenwang, einer Teilgemeinde von Bissingen an der Teck eine Gedenkstätte eingeweiht, wo der Dichter von Januar 1832 bis Oktober 1833 als Pfarrverweser im ersten Obergeschoss des alten Schulhauses wohnte.[58]
- Die größte private Sammlung von Erinnerungsstücken an Eduard Mörike war die Sammlung Dr. Fritz Kauffmann, die 1991 an das Deutsche Literaturarchiv Marbach überging.
- Im Jahre 2004 gab die Deutsche Post im Andenken an seinen 200. Geburtstag eine Sonderbriefmarke mit dem Motiv „Feder, Tintenfass und Brille auf Mörikes Handschrift des Gedichtes Ein Tännlein grünet wo …“ heraus.
- Am Albtrauf zwischen Owen und Ochsenwang erinnert der „Mörikefels“, von dem aus man das Umland gut überblicken kann, an die zahlreichen Wanderungen des Dichters. Auch zwei Wanderwege tragen seinen Namen: der „Mörikepfad Cleversulzbach“ und der „Eduard-Mörike-Weg“ zwischen Albtrauf und Ermstal.

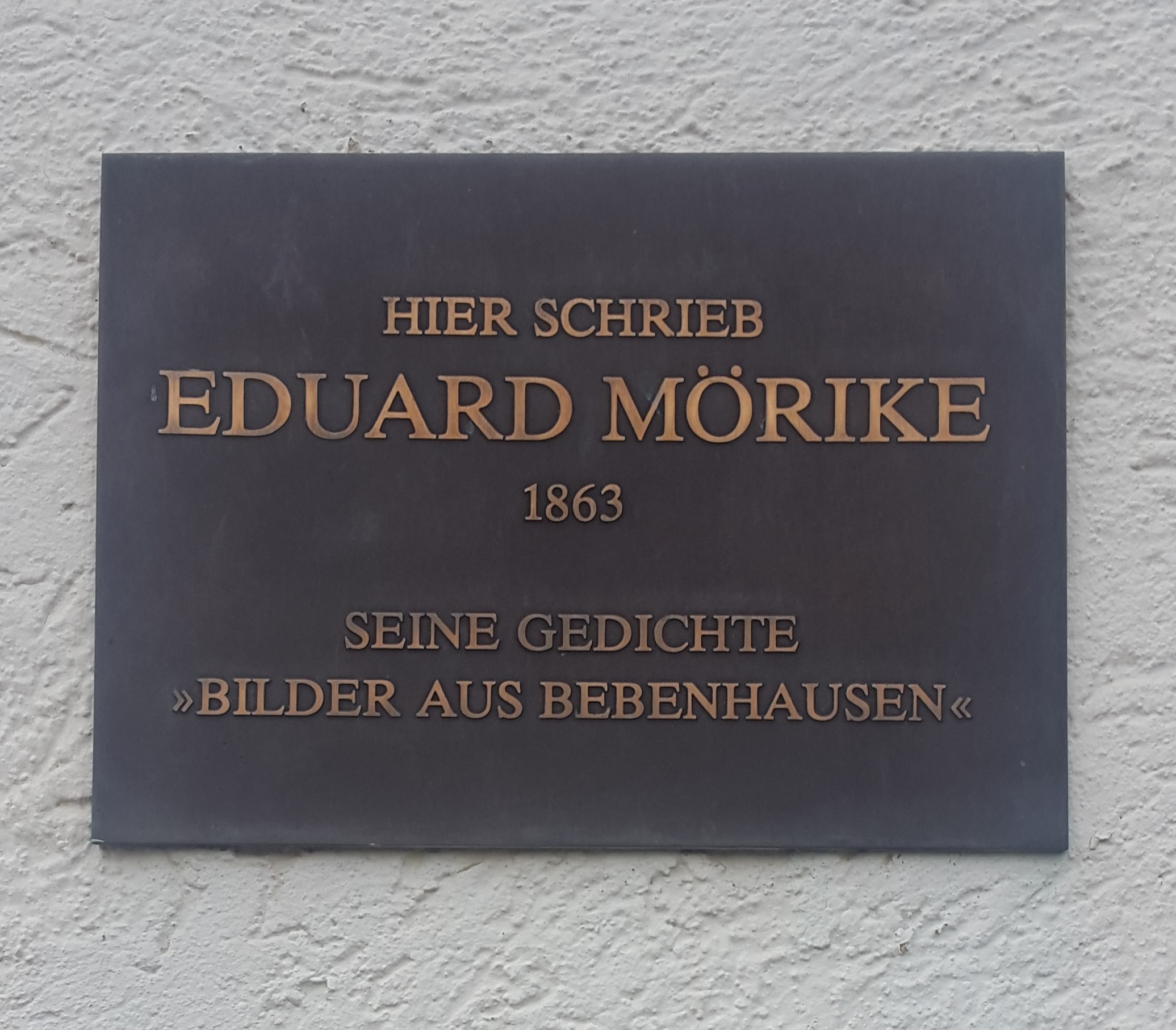
Mörike in Bebenhausen (1863)
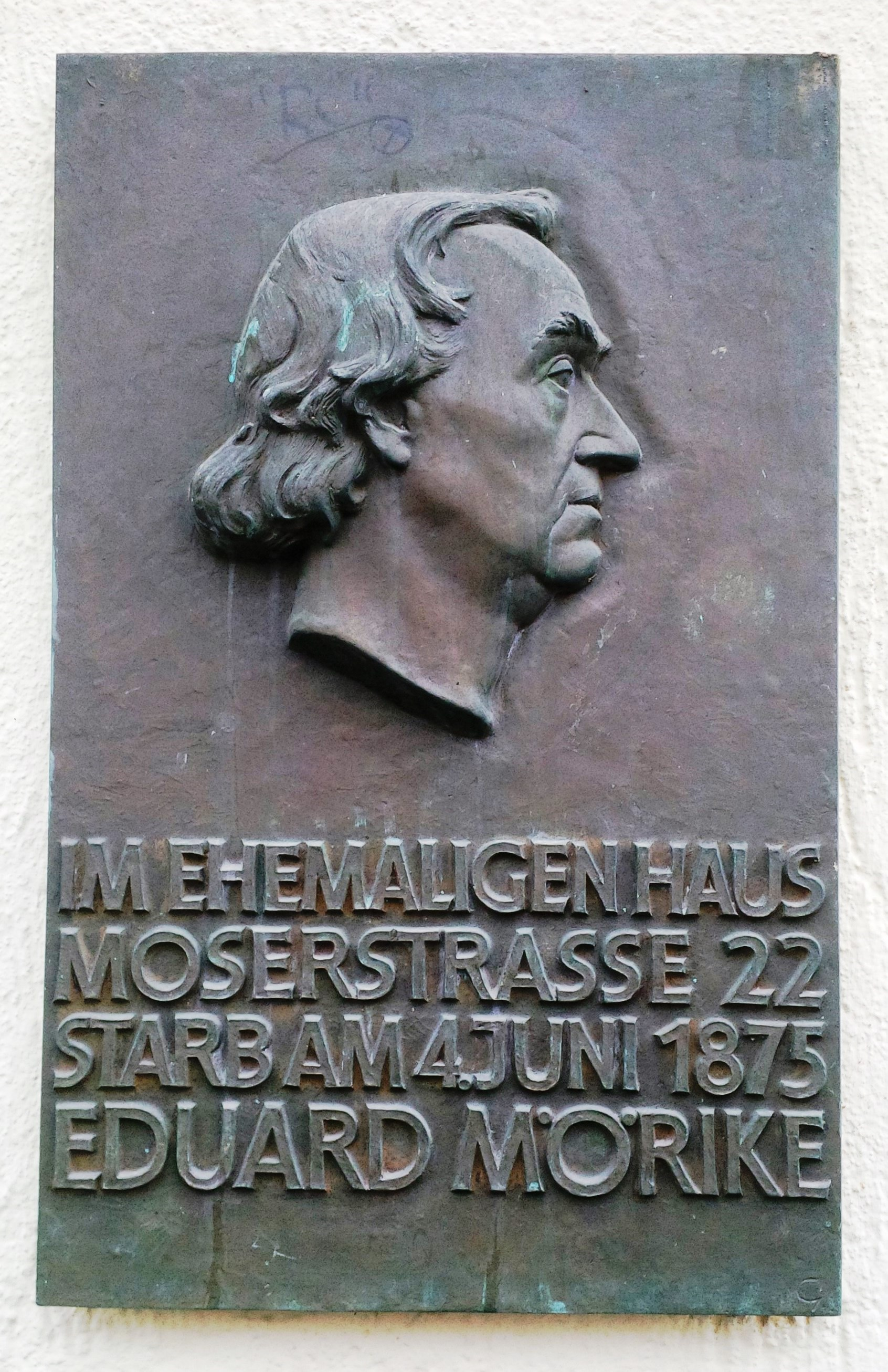
Gedenktafel am Sterbehaus in Stuttgart
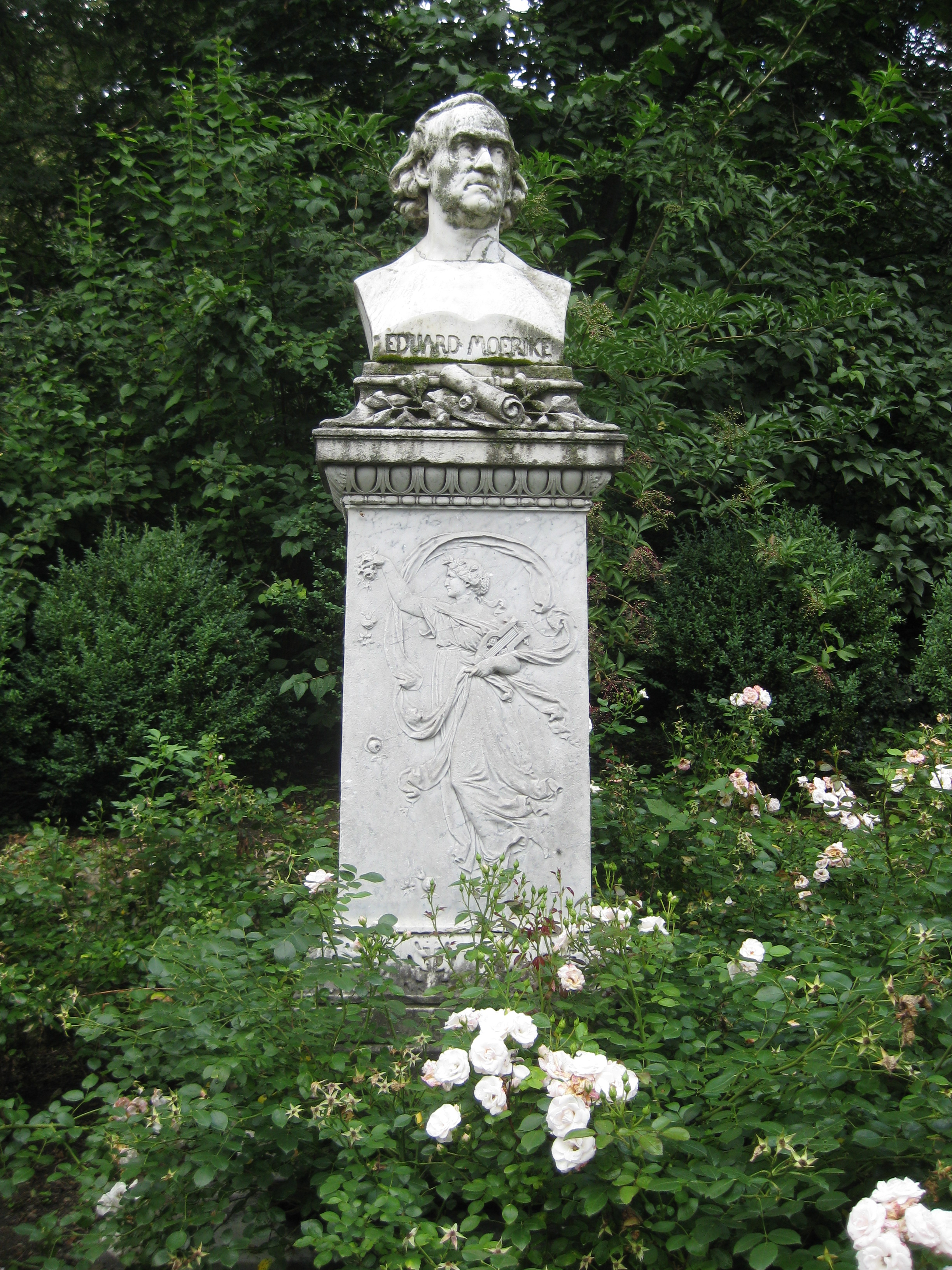
Mörike-Denkmal von Wilhelm Rösch in Stuttgart
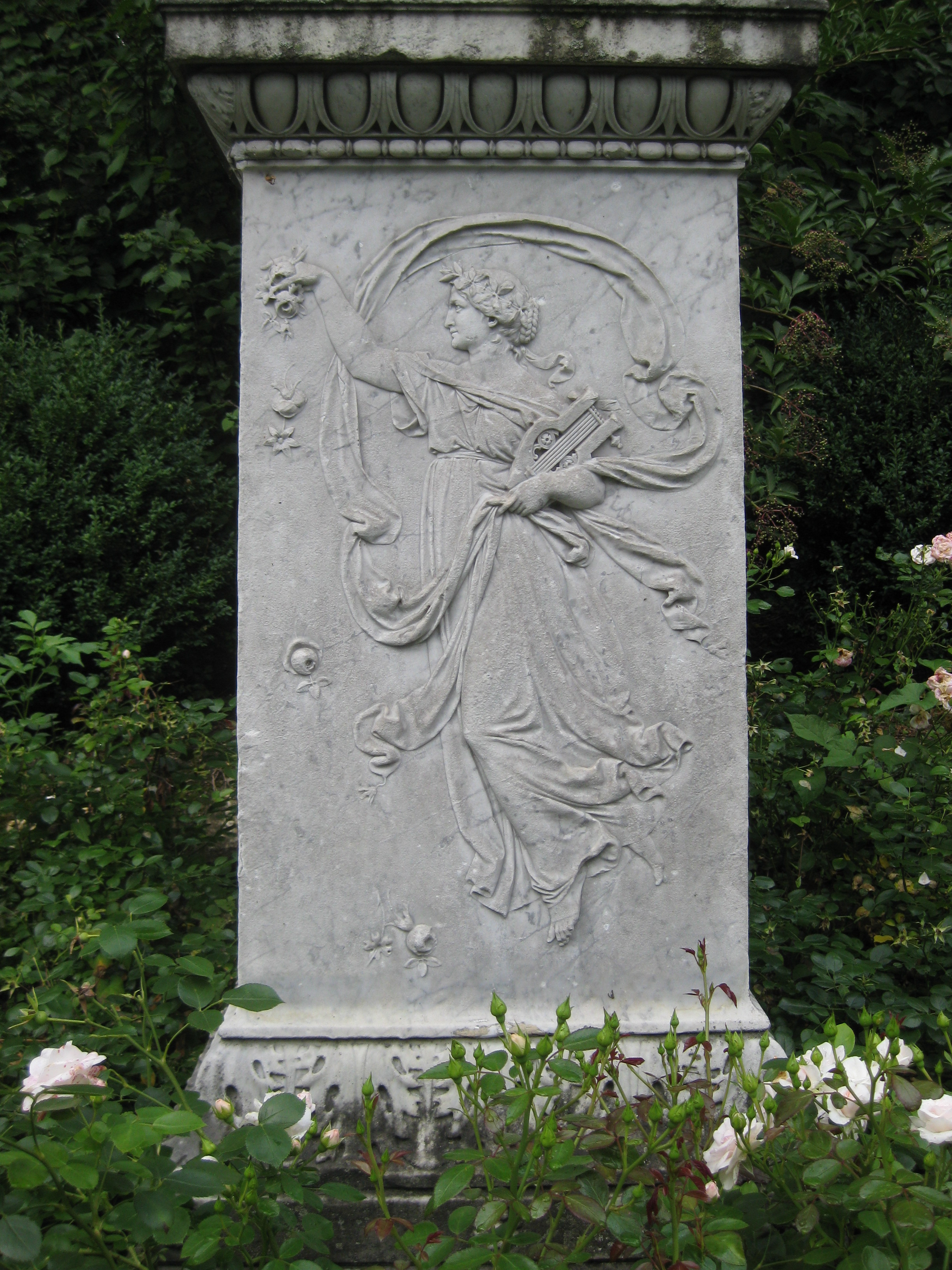
Das Postamentrelief von Wilhelm Rösch zeigt Euterpe, die Muse der Dichtkunst, mit Blumen und Kithara.
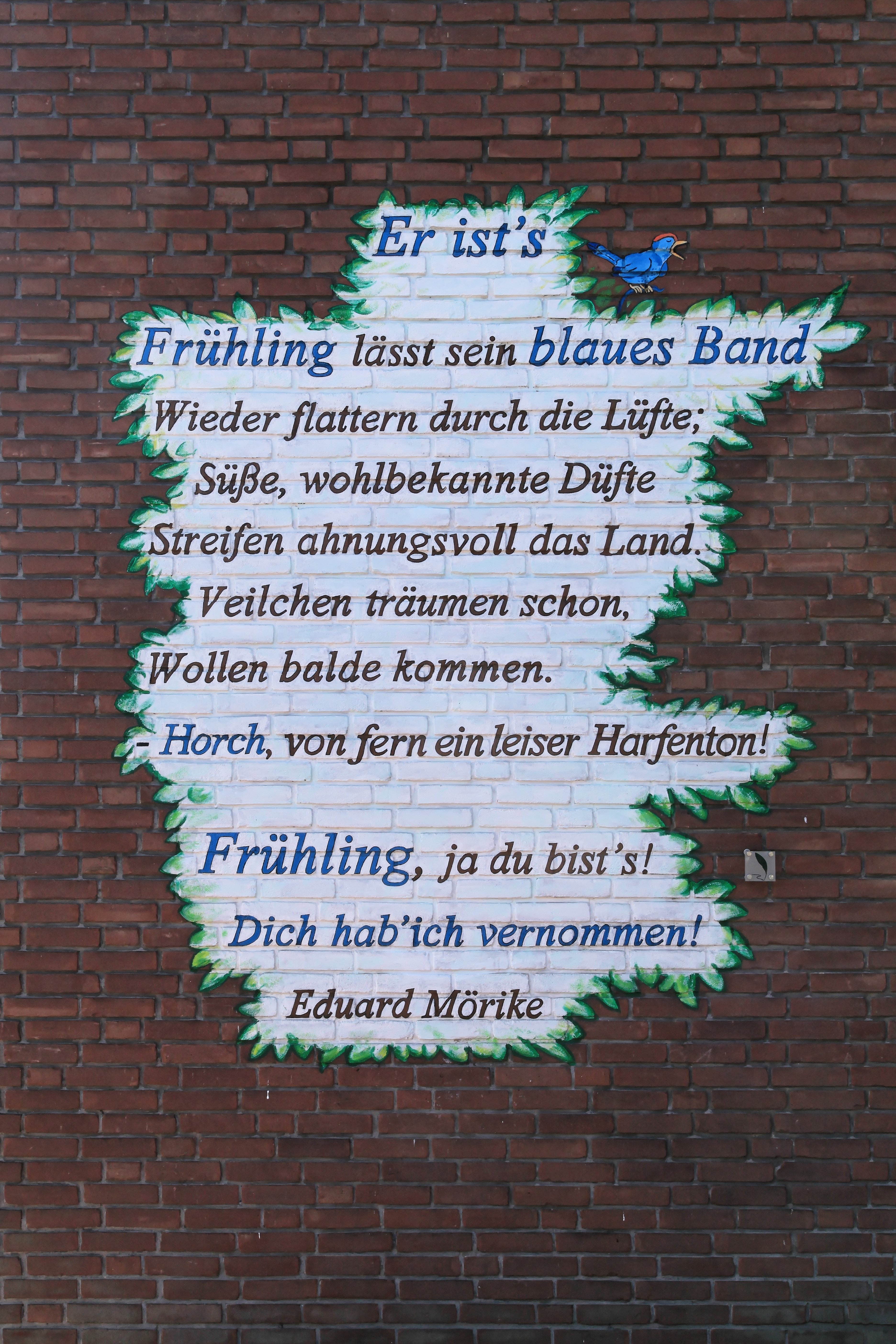
„Er ist’s“ von Eduard Mörike als Mauergedicht in Sögel
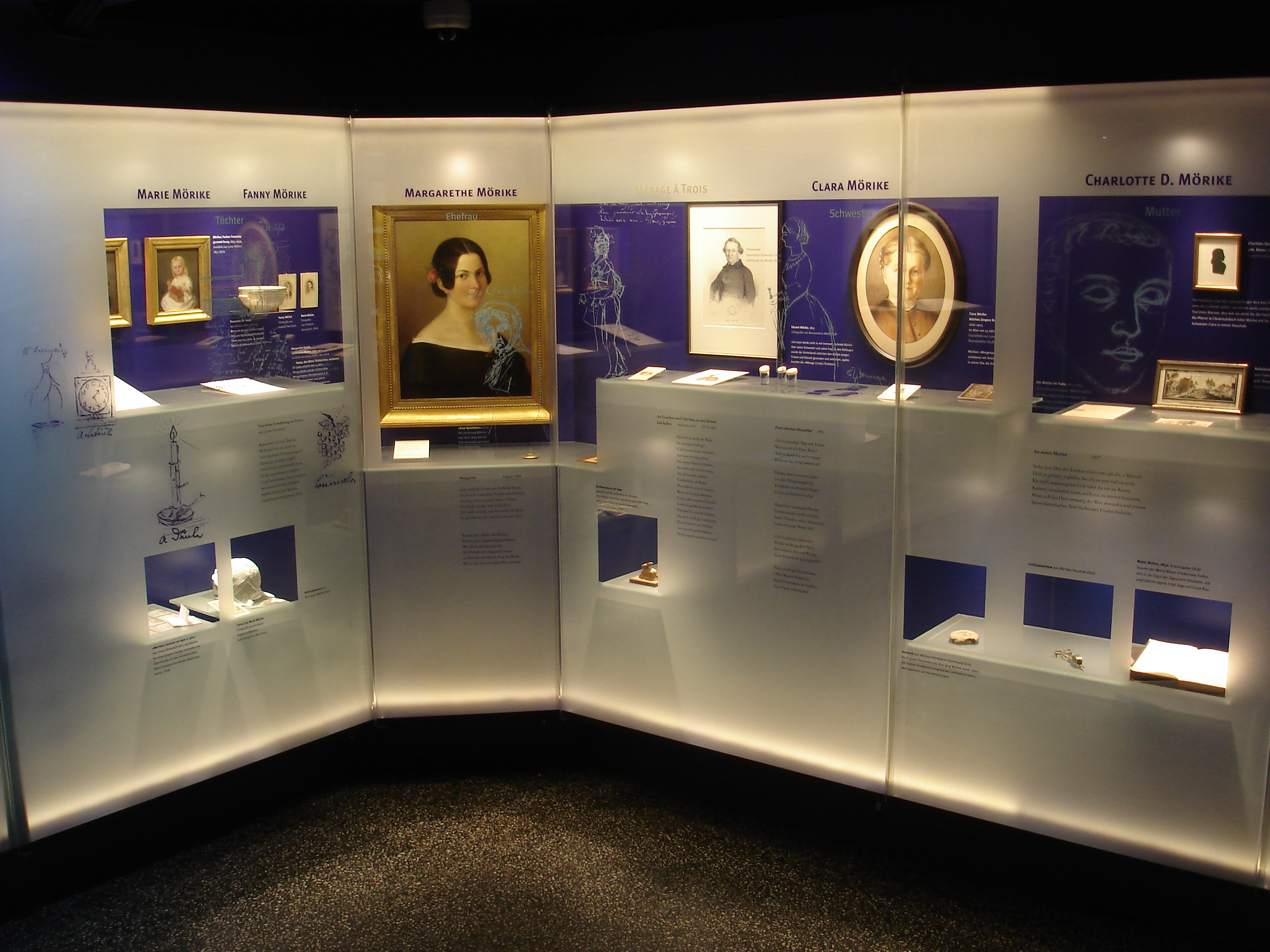
Das Mörikekabinett im Fellbacher Stadtmuseum präsentiert Gemälde, Aufzeichnungen und Utensilien aus Mörikes engstem Familienkreis
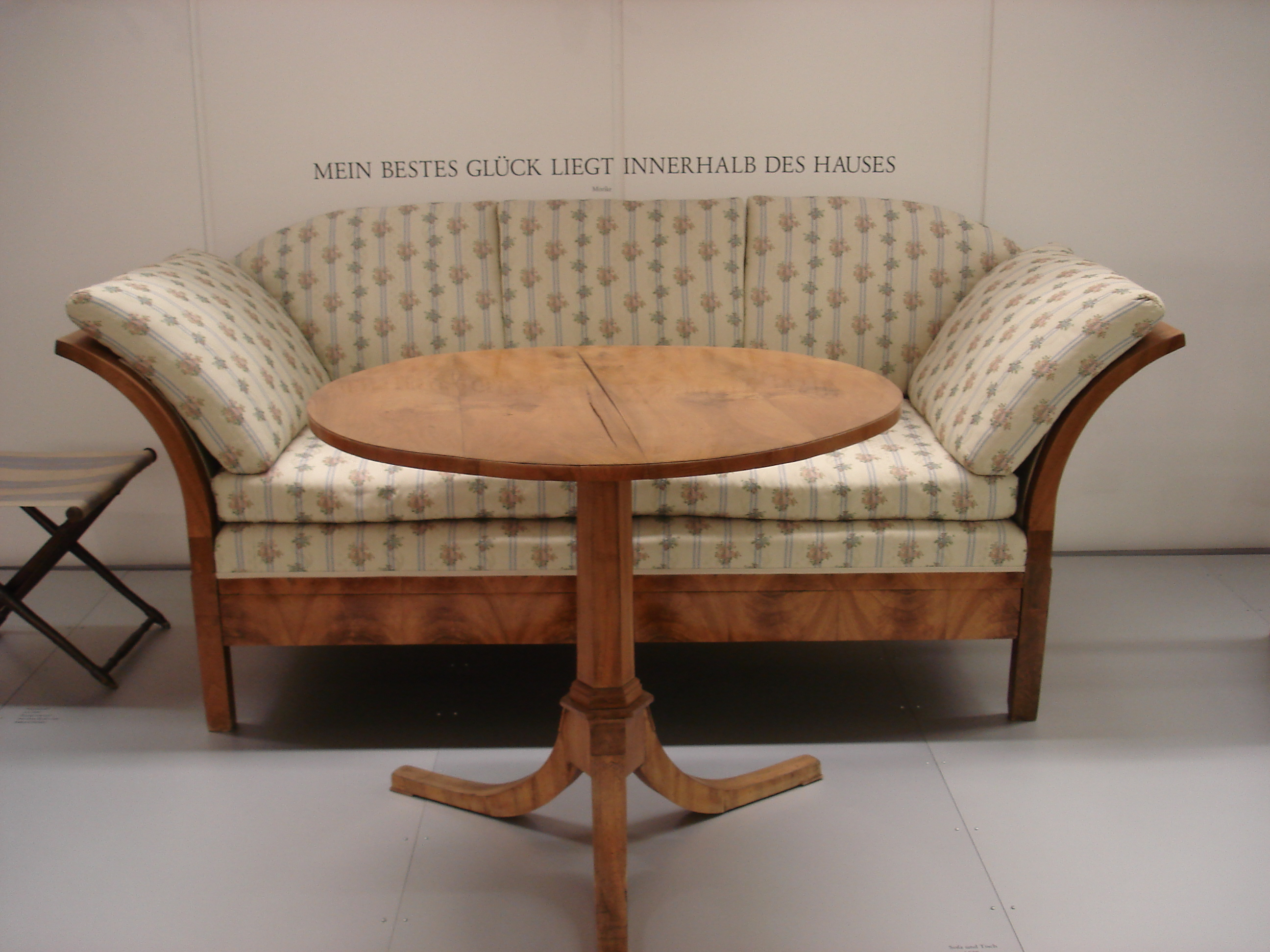
Mörikes Sofa, auf dem viele seiner Dichtungen entstanden, heute im Ludwigsburg Museum
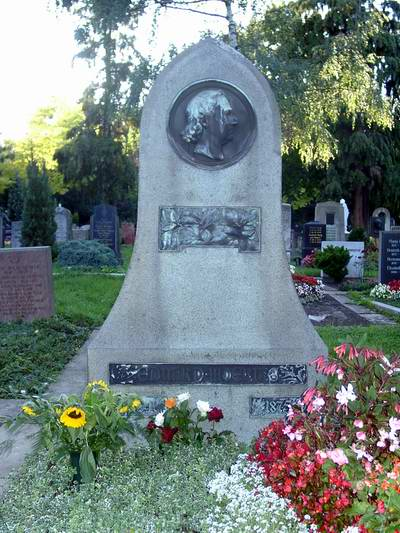
Das Grab von Eduard Mörike auf dem Pragfriedhof in Stuttgart, der Tondo auf dem Grabmal zeigt Mörike im Profil
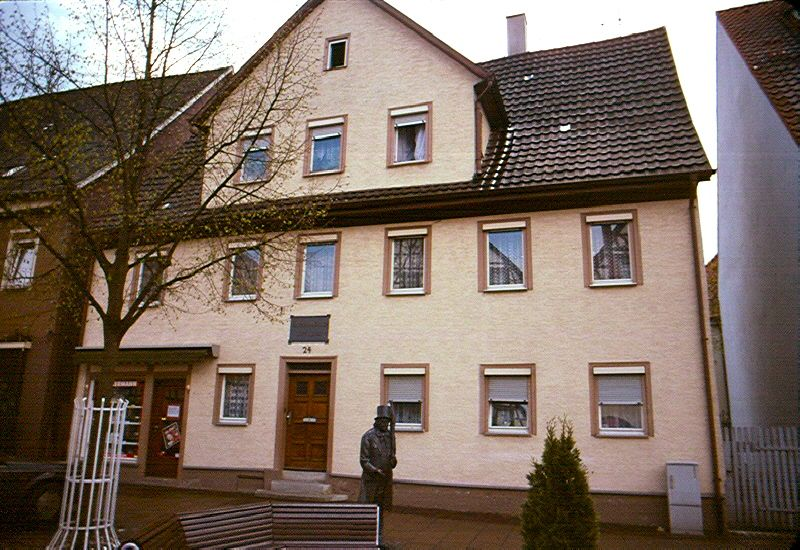
Wohnhaus Mörikes in Lorch, Hauptstraße 24. Vor dem Haus: Mörike-Skulptur mit Kater.
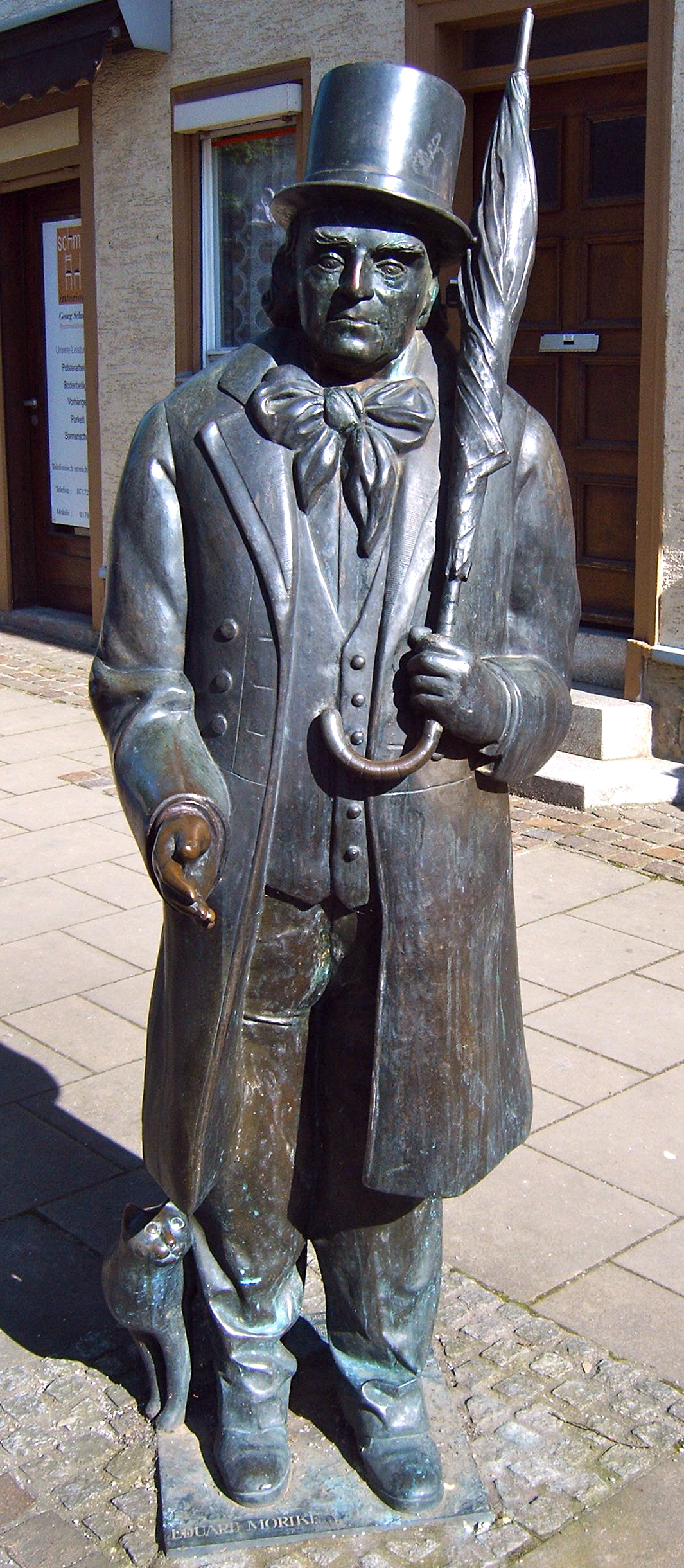
Mörike und Kater „Weißling“, Bronzestatue von Maria Kloss, errichtet vor Mörikes Wohnhaus in Lorch
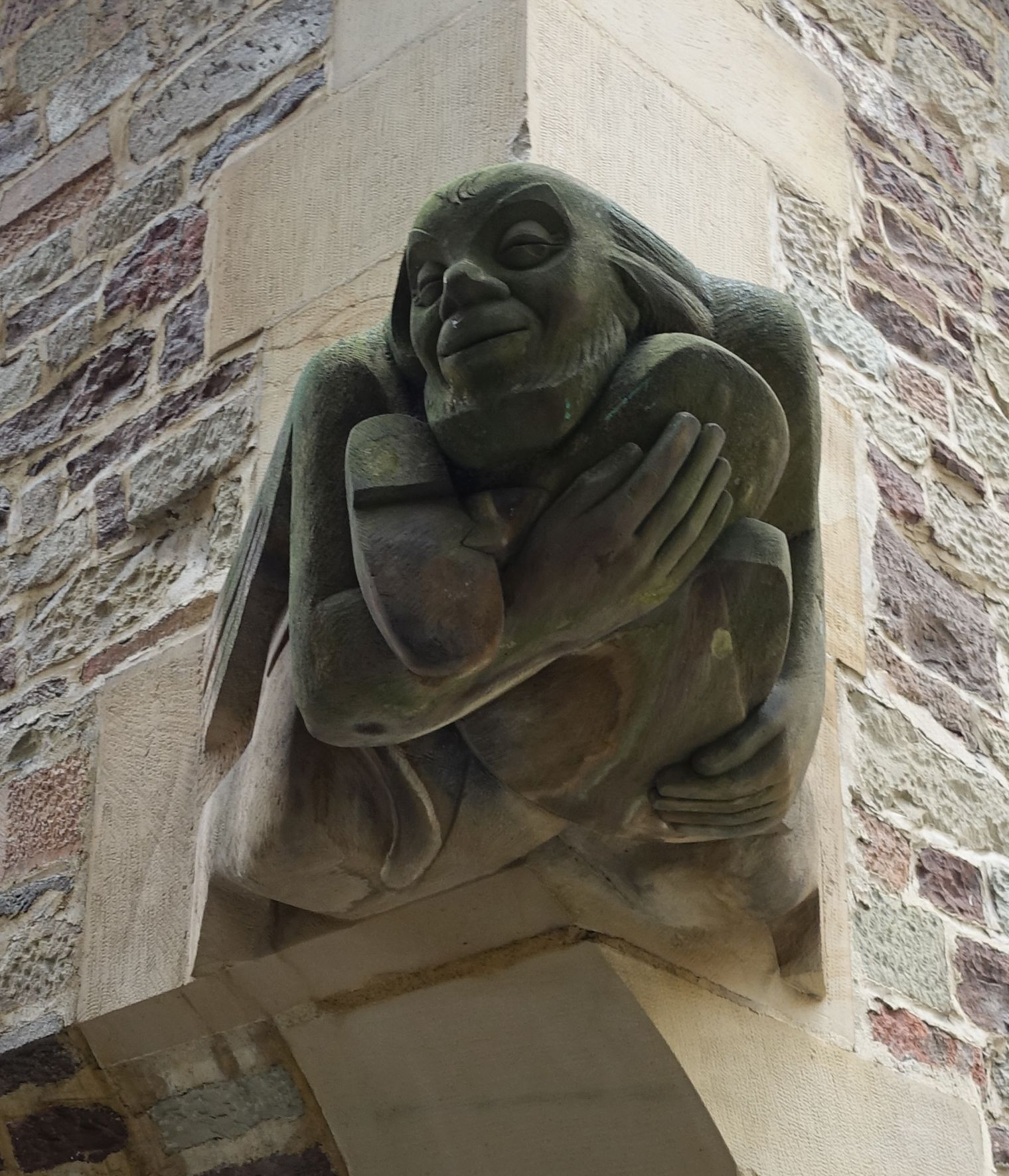
Skulptur des Hutzelmännleins an einer Ecke des Stuttgarter Fruchtkastens